# Paduniella wangtakraiensis
Paduniella wangtakraiensis là một loài Trichoptera thuộc họ Psychomyiidae. Chúng phân bố ở miền Ấn Độ - Mã Lai.